# 瓦羅維奇 (法斯蒂夫區)
50°16′7″N 30°12′47″E / 50.26861°N 30.21306°E
瓦羅維奇（烏克蘭語：Варовичі）是位於烏克蘭北部的村莊，由基辅州法斯蒂夫區的卡利尼夫卡市鎮負責管轄。該村始建於1986年，面積1平方公里，海拔高度167米，2001年人口352，人口密度每平方公里351人。